# Whiplash (singel)
Whiplash – pierwszy singiel z albumu Kill ’Em All amerykańskiego zespołu Metallica.
Jest to także piosenka napisana przez Jamesa Hetfielda i Larsa Ulricha. Jest szóstym utworem na albumie Kill’em All. Utwór ma wiele coverów wykonywanych przez różnych muzyków, głównie przez Motörhead, którego wersja wygrała Nagrodę Grammy w kategorii „Best Metal Performance”.

## Lista utworów
1. „Jump in the Fire” (Hetfield, Ulrich, Mustaine) – 4:41
2. „Whiplash” (Hetfield, Ulrich) – 4:10
3. „Seek & Destroy” (Hetfield, Ulrich) – 6:55
4. „Phantom Lord” (Hetfield, Ulrich, Mustaine) – 5:01